# Youth (álbum de BTS)
Youth es el segundo álbum de estudio japonés de la boy band surcoreana BTS, el cual fue publicado el 7 de septiembre de 2016. El álbum presenta 13 canciones.

## Desempeño comercial
El álbum vendió 44,547 copias apenas en el primer día de su lanzamiento, y ocupó el primer puesto en la Oricon Album Chart diaria.

## Lista de canciones
Todas las letras escritas por KM-Markit.
| N.º   | Título                                                            | Escritor(es)                                                                                               | Duración |  |
| 1.    | «Introduction: Youth»                                             | Ryuja, Rap Monster, "Hitman" Bang, Pdogg, Suga, V, Jungkook, J-Hope, Uta, Hiro, Bouther Su, Devine-Channel | 2:18     |  |
| 2.    | «Run» (Japanese Ver.)                                             | Pdogg, "Hitman" Bang, Rap Monster, Suga, V, Jungkook, J-Hope                                               | 3:57     |  |
| 3.    | «Fire» (Japanese Ver.)                                            | Pdogg, "Hitman" Bang, Rap Monster, Suga, Devine-Channel                                                    | 3:25     |  |
| 4.    | «Dope» (Japanese Ver. 超ヤベー; Chāoyabē)                         | Pdogg, Ear Attack, "Hitman" Bang, Rap Monster, Suga, J-Hope                                                | 4:01     |  |
| 5.    | «Good Day»                                                        | Matt Cab, Ryuja, Suga, J-Hope, Rap Monster                                                                 | 4:27     |  |
| 6.    | «Save Me» (Japanese Ver.)                                         | Pdogg, Ray Michael, Djan Jr, Ashton Foster, Samantha Harper, Rap Monster, Suga, J-Hope                     | 3:19     |  |
| 7.    | «Boyz With Fun» (Japanese Ver. フンタン少年団; Funtan Shōnen-dan) | Suga, Pdogg, "Hitman" Bang, Rap Monster, J-Hope, Jin, Jimin, V                                             | 4:05     |  |
| 8.    | «Silver Spoon» (Japanese Ver. ペップセ; Peppuse)                  | Pdogg, Superme Boi, Rap Monster, Slow Rabbit                                                               | 3:56     |  |
| 9.    | «Wishing on a Star»                                               | Matt Cab, Williie Weeks, Daisuke, Rap Monster, Suga, J-Hope                                                | 4:31     |  |
| 10.   | «Butterfly» (Japanese Ver.)                                       | Slow Rabbit, "Hitman" Bang, Pdogg, Brother Su, Rap Monster, Suga, J-Hope                                   | 4:00     |  |
| 11.   | «For You»                                                         | Uta, Hiro, Rap Monster, Suga, J-Hope, Pdogg                                                                | 4:44     |  |
| 12.   | «I Need U» (Japanese Ver.)                                        | Pdogg, "Hitman" Bang, Rap Monster, Suga, J-Hope, Brother Su                                                | 3:32     |  |
| 13.   | «Epilogue: Young Forever» (Japanese Ver.)                         | Slow Rabbit, Rap Monster, "Hitman" Bang, Suga, J-Hope                                                      | 2:53     |  |
| 49:16 |                                                                   | |          |  |

| DVD |                                                                        |          |  |
| N.º | Título                                                                 | Duración |  |
| 1.  | «For You» (Videoclip)                                                  |          |  |
| 2.  | «For You» (Detrás de escenas -Filmación del videoclip-)                | 4:16     |  |
| 3.  | «I Need U» (Japanese Ver. -Videoclip-)                                 | 3:56     |  |
| 4.  | «I Need U» (Japanese Ver. Detrás de escenas -Filmación del videoclip-) | 4:05     |  |
| 5.  | «Run» (Japanese Ver. -Videoclip-)                                      | 3:50     |  |
| 6.  | «Run» (Japanese Ver. Detrás de escenas -Filmación del videoclip-)      |          |  |

## Posicionamiento en listas

### Semanal
| Lista (2016)                            | Mejor posición |
| --------------------------------------- | -------------- |
| Japón (Oricon)                          | 1              |
| Japón (Billboard Japan Hot Albums)      | 2              |
| Japón (Billboard Japan Top Album Sales) | 1              |

### Mensual
| Lista (2016)   | Mejor posición |
| -------------- | -------------- |
| Japón (Oricon) | 4              |

### Anual
| Lista (2016)                            | Mejor posición |
| --------------------------------------- | -------------- |
| Japón (Oricon)                          | 48             |
| Japón (Billboard Japan Hot Albums)      | 78             |
| Japón (Billboard Japan Top Album Sales) | 41             |

## Historial de lanzamientos
| País  | Fecha                   | Formato              | Sello       |
| ----- | ----------------------- | -------------------- | ----------- |
| Japón | 7 de septiembre de 2016 | CD, descarga digital | Pony Canyon |

## Créditos

### Videos musicales
«I Need U» (Japanese Ver.)
- Director: Lumpens, Yoojung Ko
- Asistente de dirección: Wonju Lee, Hyunji Ko, Jonghun Lee, Nuri Jung
- Director de fotografía: Hyunwoo Nam
- Primer asistente de cámara: Seogoo Lee
- Técnico de iluminación: Kyungsuk Kim
- Jimmy Jib: Kwangho Song
- Dirección de arte: Yoona Cho

«Run» (Japanese Ver.)
- Director: Yong Seok Choi
- Asistente de dirección: Yoojung Ko, Wonju Lee, Hyunji Ko, Noori Jung
- Director de fotografía: HyunWoo Nam
- Director de cámara: Byungik Joo
- Técnico de iluminación: Hyunsuk Song
- Jimmy Jib: Kwangho Song
- Dirección de arte: Moonyoung Lee